# 164 î.Hr.

## Decese
- dată necunoscută: Antioh al IV-lea  (n. 215 î.Hr.)